# Der Außenseiter (1983)
Der Außenseiter (Originaltitel: Le Marginal) ist ein französischer Actionfilm aus dem Jahr 1983 von Jacques Deray mit Jean-Paul Belmondo in der Hauptrolle.

## Handlung
Kommissar Jordan wird aus Paris nach Marseille geschickt, um dort die Ausfuhr von Drogen ins Ausland zu unterbinden. Aus einem Informanten prügelt er mit Gewalt die Informationen heraus, wann und mit welchem Boot die nächste Lieferung unterwegs ist. Doch das Schnellboot droht der Polizei zu entkommen und so fliegt Jordan kurzerhand mit dem Hubschrauber hinterher und wirft die sich an Bord befindenden Beutel mit 200 kg Heroin ins Meer. Der Besitzer der Ware, Meccacci, revanchiert sich damit, indem er Jordans Informanten tot in der Wohnung des Kommissars deponiert.
Jordan wird wegen seines Verhaltens nach Paris zur Sittenpolizei strafversetzt. Doch sein dortiger Kollege Rojinski unterstützt ihn dabei, Meccacci weiter in die Enge zu treiben, sehr zum Unmut seines neuen Vorgesetzten. Im Gefängnis erfährt er von seinem alten Bekannten Tonton den Aufenthaltsort von Alfred, der als Kronzeuge zur Überführung von Meccacci dienen soll. Im Gegenzug holt er dessen 16-jährige Tochter aus einem Bordell. Kurz vor einem Treffen mit Alfred am Gare de l’Est wird dieser von zwei von Meccaccis Leuten erschossen. Einen von ihnen, Antonio Villa, kann Jordan fassen und bringt ihn auf die Polizeiwache zum Verhör.
Inzwischen ahnt Jordan, dass auch sein bester Freund Francis, der Spielautomaten betreibt, mit Meccacci zusammenarbeitet und spricht ihn darauf an. Nachdem Francis Meccacci erklärt, dass er seine Zusammenarbeit mit ihm beenden will, lässt dieser bei Francis einbrechen und seine Automaten zerschlagen. Als Francis die Einbrecher hört, nimmt er sich eine Waffe und erschießt einen von ihnen. Kurz darauf wird er selbst von einem anderen Handlanger erschossen.
Nachdem der gefasste Auftragsmörder von Alfred geredet hat, erfährt Jordan, dass Meccaccis Handlanger Baldi den Auftrag erteilt hat. Ein verabredetes Treffen mit Baldi stellt sich als Hinterhalt heraus, bei dem dieser getötet werden sollte, doch Jordan nimmt dessen Waffe an sich und tötet die Attentäter, die Baldis Wagen zuvor mit Schüssen durchsiebt haben. Mit dem Ziel, Meccacci in Selbstjustiz hinzurichten, sucht er ihn auf und erschießt ihn mit Baldis Waffe. Später erhält er über eine Funkstreife von Rojinski die Nachricht, dass Meccacci von einem Unbekannten ermordet wurde. Als Rojinski ihm mitteilt, dass man eine interne Bandenfehde vermutet, geht er zufrieden seines Weges.

## Kritiken
Das Lexikon des internationalen Films schrieb: „Routiniert inszenierter Actionfilm mit einem Minimum an Handlung, das aber zahlreiche Gelegenheiten zum Schießen und Prügeln bietet. Bedenklich durch die Propagierung von Gewalt und Selbstjustiz und die hemmungslose Artikulation von Vorurteilen.“
Cinema kritisierte: „Belmondo-Fans müssen miterleben, wie ihr nicht immer geschmackssicheres Idol in diesem Macho-Spektakel seine Schauspielerkarriere auf Chuck-Norris-Niveau hinunterprügelt. [...] Dass die reaktionäre Botschaft in perfekter Action-Dramaturgie daherkommt, macht sie noch hinterhältiger.“
Prisma meinte: „Krimi-Spezialist Regisseur Jacques Deray [...] setzte hier auf seinen unverwüstlichen Hauptdarsteller Jean-Paul Belmondo, der mal wieder alle seine Stunts selbst ausführte, und jede Menge turbulenter Action.“

## Hintergrund
- Der Kinostart in Frankreich war am 26. Oktober 1983, in Westdeutschland am 28. Oktober 1983.[5]
- Der Film war in Frankreich mit fast 5 Millionen Besuchern ein enormer Erfolg. In Deutschland sahen den Film knapp 1,5 Millionen Menschen.[6]
- Neben der Verharmlosung von Gewalt und Selbstjustiz wurde der Film auch wegen seiner einseitigen Darstellung von Ausländern und Homosexuellen kritisiert. Die Türkische Botschaft in Paris empfand es als Affront, dass ihre türkischen Diplomaten und der Kulturattaché als Drogenhändler dargestellt werden.[7]